# Garanzie finanziarie delle obbligazioni
Le garanzie finanziarie sono forme di copertura acquistate dagli emittenti di titoli finanziariamente deboli per ridurre il rischio delle loro obbligazioni, assicurando che il prestatore sarà ripagato sia del capitale sia degli interessi in caso di insolvenza dell'emittente.
Le garanzie finanziarie sono fornite dalle compagnie assicurative più importanti. A fronte di tali garanzie la valutazione del credito dell'assicuratrice si sostituisce a quello dell'emittente dell'obbligazione, con conseguente riduzione del rischio e minore tasso di interesse richiesto dai compratori, a vantaggio del collocamento dei titoli in questione. Gli emittenti corrisponderanno poi un compenso alle assicuratrici - ne consegue che tale operazione è possibile solo laddove il costo di assicurazione sia inferiore al risparmio di interesse che ne risulta.
L'impiego delle garanzie finanziarie trovò una sua prima applicazione negli Stati Uniti d'America per assicurare le obbligazioni municipali (municipal bond); attualmente il suo utilizzo è esteso a numerose obbligazioni societarie in tutto il mondo.